# Mali Plavnik
Koordinati:   44°58′33″N, 14°32′43″E
Mali Plavnik je majhen nenaseljen otoček v Kvarnerju, na Hrvaškem.
Otok leži okoli 0,5 km vzhodno od Plavnika. Njegova površina meri 0,055 km². Dolžina obalnega pasu je 1,07 km. Najvišji vrh je visok 23 mnm. 